# Alexander Hezzel
Alexander Hezzel (12 agosto 1964) è un ex calciatore venezuelano, di ruolo difensore.